# Veelhoek
Een veelhoek of polygoon (van het Oudgriekse πολυγώνιον, polygṓnion‚ veelhoek, samengesteld uit: πολύς, polýs, veel en  γωνία gōnía, hoek) is een meetkundige figuur in een plat vlak, gevormd door een gesloten keten van een eindig aantal lijnstukken.
Het equivalent van een veelhoek in drie dimensies heet een veelvlak.

## Algemeen
Een veelhoek is een cyclus van hoekpunten met de verbindende lijnstukken tussen twee opeenvolgende hoekpunten in de cyclus. Daarbij duidt het woord cyclus aan dat bijvoorbeeld de vierhoek ABCD dezelfde is als de vierhoek BCDA, en ook de omgekeerde volgorde DCBA dezelfde vierhoek beschrijft. De verbindende lijnstukken worden de zijden van de veelhoek genoemd. In het voorbeeld zijn dat de zijden AB, BC, CD en DA. Elke veelhoek heeft evenveel hoekpunten als zijden. De zijden, gecombineerd met een richting van het doorlopen ervan, vormen een vrije lus. Een hoekpunt met een gestrekte hoek heeft geen invloed op de vrije lus.
Een regelmatige veelhoek is gedefinieerd als een veelhoek waarvan alle zijden even lang zijn en alle hoeken even groot. Een voorbeeld is het vierkant.
Als geen opeenvolgende zijden geheel of gedeeltelijk samenvallen, maakt men bij het bewegen langs de zijden steeds eenduidig een draaiing tussen −180° en 180°. Dit wordt soms de buitenhoek genoemd, 180° min de binnenhoek, niet te verwarren met de hele hoek aan de buitenkant, die 360° min de binnenhoek is, en wordt bij een draaiing naar links positief gesteld. Voor deze veelhoeken gelden de volgende definities:
- Een veelhoek, waarvan alle interne hoeken tegen de richting van de klok in genomen positief zijn en waarvan geen twee zijden elkaar snijden, heet convex. Een veelhoek zonder snijdende zijden maar met negatieve hoeken heet concaaf.
- Een veelhoek is enkelvoudig als geen twee zijden gemeenschappelijke punten hebben, behalve dat opeenvolgende zijden het hoekpunt gemeenschappelijk hebben. Zo niet, dan heet de veelhoek zelfdoorsnijdend, omdat sommige zijden ervan elkaar snijden. Een snijpunt wordt niet tot de hoekpunten gerekend. Een voorbeeld is het pentagram, een regelmatige zelfdoorsnijdende vijfhoek. Als de vijf inwendige lijnstukken worden weggelaten, ontstaat een niet-zelfdoorsnijdende tienhoek met nog steeds de vorm van een pentagram. Een pentagram is een sterveelhoek. De inwendige hoeken zijn in een sterveelhoek steeds positief, maar zijn er zijden, die elkaar snijden.

Bij het bewegen langs de zijden tegen de klok in krijgt men een totale draaiing van een veelvoud van 360°, in omgekeerde richting het tegengestelde. Bij een regelmatige sterveelhoek komt het aantal keer 360° dat de draaiing bedraagt overeen met het windingsgetal ten opzichte van het middelpunt: het is bijvoorbeeld 2 bij een pentagram. Bij het bewegen langs de zijden wordt vijf keer een draai van 144° gemaakt, de uitwendige hoek, dus 720°, twee keer 360°, terwijl het middelpunt twee keer wordt omlopen.

## Gebied
Voor een nauwkeurige definitie wordt de algebraïsche topologie gebruikt. Met een veelhoek die wordt beschreven door een zichzelf niet overschrijdende grens, dit is algemener dan een enkelvoudige veelhoek, kan men een gebied, een deelverzameling van het vlak, associëren bestaande uit de zijden en het gebied 'erbinnen'. Als men tegen de klok in langs de opeenvolgende zijden beweegt, heeft men het gebied steeds aan de linkerzijde, met dien verstande, dat waar twee delen van de contour samenvallen, het gebied zich aan geen van beide zijden bevindt en plaatselijk alleen uit het lijnstuk bestaat, of het gebied zich aan beide zijden bevindt. Het gebied kan een of meer polygonale 'gaten' hebben, het hoeft dus niet enkelvoudig samenhangend te zijn.
Informatie die verdwijnt als men alleen naar het gebied kijkt, bestaat uit zijden van lengte nul, dus  samenvallende opeenvolgende hoekpunten en hoekpunten met een gestrekte hoek, en verder de zijden of delen van zijden die samenvallen, met aan weerszijden 'binnengebied', er zijn dan ook geen inwendige hoeken van 360° meer.
Het woord veelhoek wordt ook wel gebruikt voor het bedoelde gebied, maar meestal bedoelt men dan wel een gebied zonder 'gaten'.

## Soorten veelhoeken

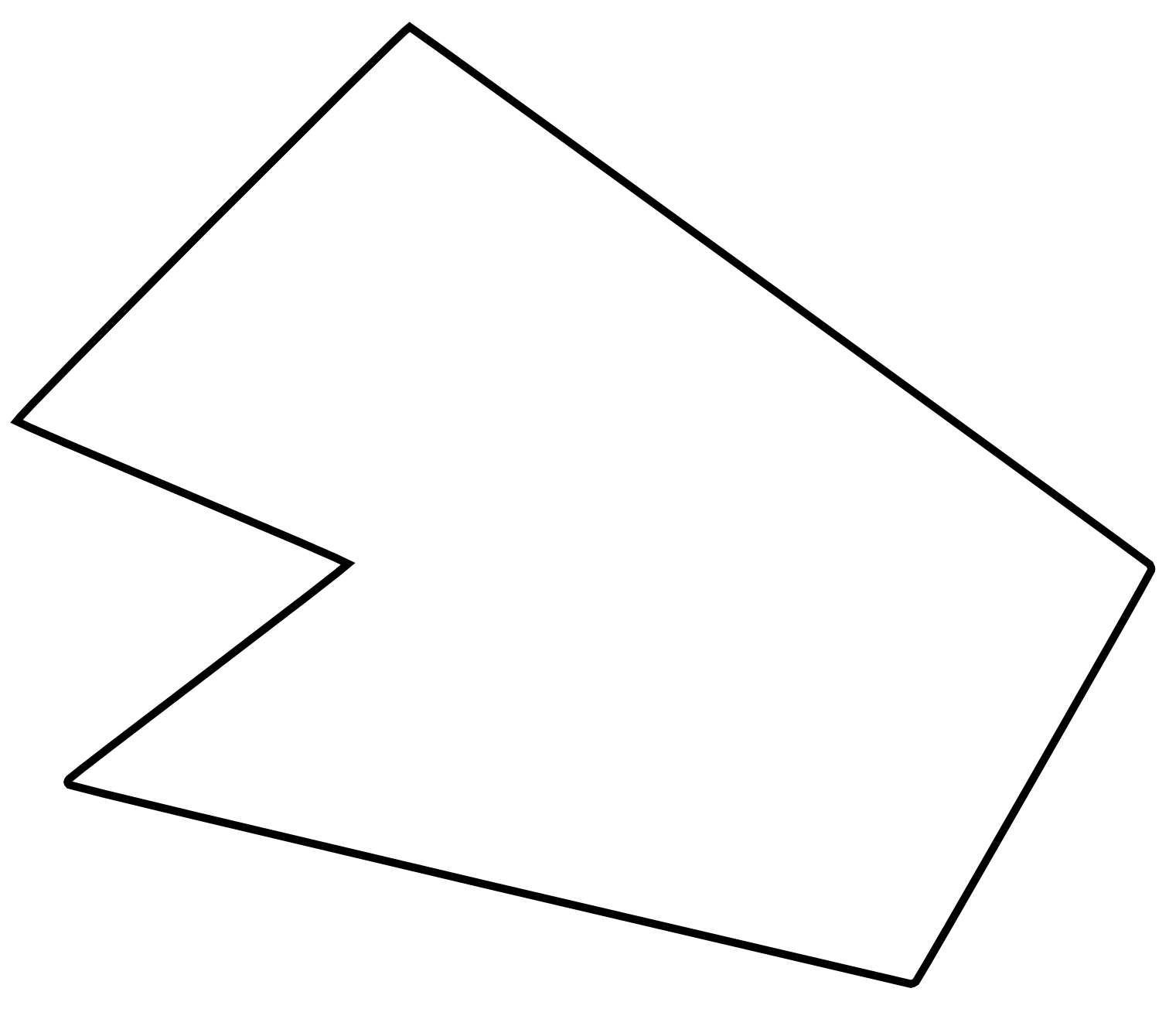
Een enkelvoudige concave zeshoek.

Een complexe veelhoek.

### Naar soort
Veelhoeken worden ook wel taxonomisch geclassificeerd, zoals geïllustreerd in onderstaande boomstructuur:
|            |        |        |        |             |             |             |             | veelhoek    |             |         |         |         |         |         |         |         |         |  |  |  |  |  |  |  |  |  |  |  |  |
|            |        |        |        |             |             |             |             |             |             |         |         |         |         |         |         |         |         |  |  |  |  |  |  |  |  |  |  |  |  |
|            |        |        |        |             |             |             |             |             |             |         |         |         |         |         |         |         |         |  |  |  |  |  |  |  |  |  |  |  |  |
|            |        |        |        | enkelvoudig | enkelvoudig | enkelvoudig | enkelvoudig | enkelvoudig | enkelvoudig |         |         | complex | complex | complex | complex | complex | complex |  |  |  |  |  |  |  |  |  |  |  |  |
|            |        |        |        | enkelvoudig | enkelvoudig | enkelvoudig | enkelvoudig | enkelvoudig | enkelvoudig |         |         | complex | complex | complex | complex | complex | complex |  |  |  |  |  |  |  |  |  |  |  |  |
|            |        |        |        |             |             |             |             |             |             |         |         |         |         |         |         |         |         |  |  |  |  |  |  |  |  |  |  |  |  |
| convex     | convex | convex | convex | convex      | convex      |             |             | concaaf     | concaaf     | concaaf | concaaf | concaaf | concaaf |         |         |         |         |  |  |  |  |  |  |  |  |  |  |  |  |
| convex     | convex | convex | convex | convex      | convex      |             |             | concaaf     | concaaf     | concaaf | concaaf | concaaf | concaaf |         |         |         |         |  |  |  |  |  |  |  |  |  |  |  |  |
| regelmatig |        |        |        |             |             |             |             |             |             |         |         |         |         |         |         |         |         |  |  |  |  |  |  |  |  |  |  |  |  |

### Naar aantal hoeken
Veelhoeken kunnen onder meer worden ingedeeld naar het aantal zijden (dit aantal is gelijk aan het aantal hoekpunten):
| Naam              | Griekse naam                | Aantal zijden | Hoek van regelmatige veelhoek[2] | Som der hoeken[2] |
| ----------------- | --------------------------- | ------------- | -------------------------------- | ----------------- |
| eenhoek           | monogoon                    | 1             | onbepaald                        | onbepaald         |
| tweehoek          | digoon                      | 2             | 0°                               | 0°                |
| driehoek          | trigoon                     | 3             | 60°                              | 180°              |
| vierhoek          | tetragoon                   | 4             | 90°                              | 360°              |
| vijfhoek          | pentagoon                   | 5             | 108°                             | 540°              |
| zeshoek           | hexagoon                    | 6             | 120°                             | 720°              |
| zevenhoek         | heptagoon                   | 7             | ca. 128,6°                       | 900°              |
| achthoek          | octagoon                    | 8             | 135°                             | 1080°             |
| negenhoek         | nonagoon enneagoon          | 9             | 140°                             | 1260°             |
| tienhoek          | decagoon                    | 10            | 144°                             | 1440°             |
| elfhoek           | hendecagoon                 | 11            | ca. 147,3°                       | 1620°             |
| twaalfhoek        | dodecagoon                  | 12            | 150°                             | 1800°             |
| dertienhoek       | tridecagoon triskaidecagoon | 13            | ca. 152,308°                     | 1980°             |
| veertienhoek      | tetradecagoon               | 14            | ca. 154,285°                     | 2160°             |
| vijftienhoek      | pentadecagoon               | 15            | 156°                             | 2340°             |
| zestienhoek       | hexadecagoon                | 16            | 157,5°                           | 2520°             |
| zeventienhoek     | heptadecagoon               | 17            | ca. 158,82°                      | 2700°             |
| achttienhoek      | octadecagoon                | 18            | 160°                             | 2880°             |
| negentienhoek     | nonadecagoon enneadecagoon  | 19            | ca. 161,052°                     | 3060°             |
| twintighoek       | icosagoon                   | 20            | 162°                             | 3240°             |
| vierentwintighoek | icositetragoon              | 24            | 165°                             | 3960°             |
| duizendhoek       | chiliogoon                  | 1,000         | 179.64°                          | 179640°           |

## Eigenschappen
Alle hierna beschreven eigenschappen van een regelmatige {\displaystyle n}-hoek met zijde {\displaystyle a} zijn beschreven in de Euclidische meetkunde.

### Som der hoeken
De som der hoeken van een veelhoek met {\displaystyle n} hoeken ({\displaystyle n\geq 2}) is in radialen:
{\displaystyle (n-2)\pi }
en in graden:
{\displaystyle (n-2)180=180n-360}
Dit laatste kan men als volgt begrijpen:
- Bij het bewegen langs de zijden als boven tegen de klok in krijgt men bij een veelhoek die wordt beschreven door een zichzelf niet overschrijdende grens, een totale draaiing van 360°. De draaiing die men bij een hoekpunt moet maken (de uitwendige hoek), is gelijk aan 180° min de inwendige hoek, waaruit de genoemde formule enkelvoudig volgt. Deze redenering geldt ook als enkele van de inwendige hoeken groter zijn dan 180°: als men tegen de klok in langs de zijden van de veelhoek beweegt, draait men daar naar rechts, wat telt als een negatieve draaiing. De redenering geldt ook bij inwendige hoeken van 0° en 360°, mits men daar een draai maakt van respectievelijk 180° en −180°.

Bij een convexe {\displaystyle n}-hoek kan men ook een andere redenering volgen; deze kan men door middel van de diagonalen uit één hoekpunt verdelen in ({\displaystyle n-2}) driehoeken, waarbij de hoeken van de veelhoek opgebouwd zijn uit de hoeken van de driehoeken, waarbij voor elk de som van de hoeken {\displaystyle \pi } radialen of 180° is.

### Inwendige hoek bij een regelmatige veelhoek
Uit het voorgaande volgt de inwendige hoek van een regelmatige veelhoek met {\displaystyle n} hoeken, in radialen:
{\displaystyle {\frac {(n-2)\pi }{n}}}
en in graden:
{\displaystyle {\frac {(n-2)180}{n}}=180-{\frac {360}{n}}}

### Ingeschreven cirkel
De straal {\displaystyle r} van de ingeschreven cirkel wordt gegeven door:
{\displaystyle r={\frac {z}{2}}\,\cot \left({\frac {\pi }{n}}\right)}

### Omgeschreven cirkel
De straal {\displaystyle R} van de omgeschreven cirkel wordt gegeven door:
{\displaystyle R={\frac {z}{2}}\,\csc \left({\frac {\pi }{n}}\right)={\frac {z}{2\,\sin \left({\frac {\pi }{n}}\right)}}}

### Oppervlakte
De oppervlakte {\displaystyle A} van een veelhoek die wordt beschreven door een zichzelf niet overschrijdende grens, kan worden berekend als de cartesische coördinaten van de hoekpunten bekend zijn, en wel:
{\displaystyle (x_{1},y_{1}),(x_{2},y_{2}),\ldots ,(x_{n},y_{n})}
Hierbij dienen de hoekpunten tegen de klok in te zijn opgesomd. De oppervlakte wordt dan berekend als:
{\displaystyle A={\tfrac {1}{2}}(x_{1}y_{2}-x_{2}y_{1}+x_{2}y_{3}-x_{3}y_{2}+\ldots +x_{n}y_{1}-x_{1}y_{n})=}
{\displaystyle ={\tfrac {1}{2}}\left(x_{1}(y_{2}-y_{n})+x_{2}(y_{3}-y_{1})+x_{3}(y_{4}-y_{2})+\ldots +x_{n-1}(y_{n}-y_{n-2})+x_{n}(y_{1}-y_{n-1})\right)}
Deze formule heet de shoelace formula (schoenveterformule, wegens het patroon van vermenigvuldigingen als de x- en y-coördinaten naast elkaar in twee kolommen staan), en is voor het eerst beschreven door Meister in 1769 en door Gauss in 1795. Het bewijs kan worden verkregen door de veelhoek in driehoeken te verdelen, maar de formule kan ook worden gezien als een speciaal geval van de stelling van Green.
De oppervlakte van een regelmatige {\displaystyle n}-hoek met zijde {\displaystyle z} bedraagt:
{\displaystyle {\tfrac {1}{4}}nz^{2}\cot \left({\frac {\pi }{n}}\right)}
Bijvoorbeeld voor een vierkant met een zijde van 2:
{\displaystyle {\tfrac {1}{4}}\cdot 4\cdot 2^{2}\cot \left({\frac {\pi }{4}}\right)=4}

### Bolyai-Gerwien theorema
Als men twee enkelvoudige veelhoeken met gelijke oppervlakte beschouwt, kan de ene in veelhoeksvormen worden geknipt die kunnen worden samengevoegd om de tweede veelhoek te vormen. Dit staat bekend als het Bolyai-Gerwien theorema.

### Koordenveelhoek
Een veelhoek met een omgeschreven cirkel heet een koordenveelhoek. Alle regelmatige veelhoeken zijn koordenveelhoeken, net als alle driehoeken en rechthoeken.

### Raaklijnenveelhoek
Een veelhoek met een ingeschreven cirkel heet een raaklijnenveelhoek. Alle regelmatige veelhoeken zijn raaklijnenveelhoeken, net als alle driehoeken en ruiten.

### Bicentrische veelhoek
Een veelhoek die zowel raaklijnenveelhoek als koordenveelhoek is, heet een bicentrische veelhoek. Voor bicentrische veelhoeken geldt de porisme van Poncelet en de stelling van Weill.

### Construeren van regelmatige veelhoeken

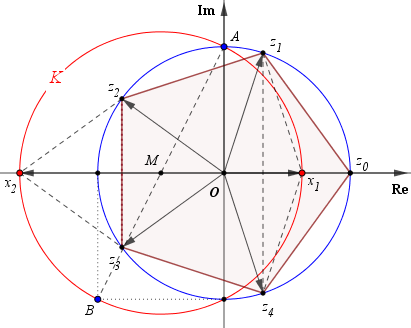
Constructie van een vijfhoek met een carlylecirkel

Niet alle regelmatige veelhoeken kunnen worden geconstrueerd met liniaal en passer. De voldoende voorwaarde hiervoor is bepaald door Carl Friedrich Gauss in 1796. Pierre Wantzel bewees in 1836 de noodzakelijke voorwaarde. Deze luidt:
Een regelmatige {\displaystyle n}-hoek kan worden geconstrueerd met een ongemerkte liniaal en passer, dan en slechts dan als de oneven priemfactoren van {\displaystyle n} verschillende priemgetallen zijn en kunnen worden geschreven als:
{\displaystyle 2^{2^{n}}+1}
Deze priemgetallen zijn fermatgetallen. Uit het bewijs van Wantzel volgt, dat een zeshoek (met priemfactoren 2 en 3) wel met passer en liniaal geconstrueerd kan worden, maar een zevenhoek niet. Een vijfhoek kan dus wel met passer en liniaal worden geconstrueerd, maar daar is wel een ingewikkelde constructie voor nodig.
De enig bekende (en mogelijk de enige) fermat-priemgetallen zijn:
- 3 — driehoek
- 5 — vijfhoek
- 17 — zeventienhoek
- 257 — 257-hoek
- 65537 — 65537-hoek

### Diagonalen
Een diagonaal is een verbindingslijn tussen twee verschillende, niet opeenvolgende, hoekpunten van de veelhoek. Een diagonaal hoeft niet door het middelpunt van de veelhoek te lopen. Een diagonaal kan zich ook buiten de veelhoek bevinden (dit geldt voor een of meer diagonalen dan en slechts dan als de veelhoek concaaf is).
Het aantal diagonalen van een veelhoek met {\displaystyle n} hoeken ({\displaystyle n>2}) bedraagt {\displaystyle {\frac {n(n-3)}{2}}}.
Uit ieder van de n hoeken gaat een diagonaal naar ieder van de {\displaystyle n} hoeken, met uitzondering van de twee opeenvolgende hoekpunten en zichzelf {\displaystyle (n-3)}. Op iedere diagonaal liggen twee hoekpunten, vandaar dat met de uitkomst {\displaystyle n(n-3)} moet delen door twee.
Zo heeft een driehoek geen diagonalen, een vierkant twee diagonalen en een vijfhoek vijf diagonalen.

### Betegeling
Met veelhoeken kunnen al dan niet regelmatige betegelingen worden gemaakt, zoals deze voorkomen in Arabische kunst en ook in de grafiek van Escher. Met elke driehoek en elke vierhoek kan een betegeling gemaakt worden die bestaat uit alleen deze vormen. Met vijf- en meerhoeken kan het alleen als de veelhoek aan bepaalde voorwaarden voldoet. Een betegeling van een regelmatige veelhoek is alleen mogelijk met de reeds genoemde drie- en vierhoek en met de zeshoek. Dit komt doordat de hoeken van een driehoek (60°), vierhoek (90°) en een zeshoek (120°) alle een deler zijn van 360°. Voor alle andere hoeken van regelmatige veelhoeken geldt dit niet.

### Configuratie
Elke veelhoek met {\displaystyle n} hoeken is een {\displaystyle n^{2}} configuratie.

## Gegeneraliseerd
- Gegeneraliseerde veelhoek
- Gegeneraliseerde vierhoek